# Magnus Lavonius
Magnus Karl Lavonius, född 5 november 1870 i Viborg, död 21 september 1948, var en finländsk industriman, diplomingenjör och bergsråd sedan 1930. Bror till Robert Lavonius och Wilhelm Lavonius.
Lavonius blev maskiningenjör 1893 verkade som Tampereen Pellavatehdas väveris chef 1895-1909 och VD för Lappiniemi bomullsfabrik (Tampereen Puuvillateollisuus Oy) 1909-45.
Han var ledamot av Lantdagens borgarstånd 1905-06, statsrevisor och revisionens ordförande 1919 och minister för transport och allmänna arbeten 1920-21. Lavonius tillhörde politiskt Finska nationella framstegspartiet.

## Utmärkelser
- Riddartecknet av I klass av Finlands Vita Ros’ orden,  16 maj 1919[2]
- Kommendörstecknet av I klass av Finlands Vita Ros’ orden,  28 december 1921[3]

[Redigera Wikidata]